# Walther Schieck
Karl Alfred Walther Schieck foi um político alemão que foi o último ministro-presidente da Saxónia durante a República de Weimar.

## Biografia
Depois de estudar direito em Heidelberg, Munique e Leipzig, Schieck trabalhou desde 1906 no Ministério das Finanças da Saxónia. Schieck era membro do DVP e foi eleito Ministro-Presidente da Saxónia em 6 de maio de 1930. O seu governo consistia essencialmente em partidos diferentes. Como Ministro-Presidente, também actuou como Ministro da Educação. Schieck renunciou no dia 13 de maio de 1930, mas manteve legalmente o cargo até à sua demissão em 1933. Ele foi enterrado em Johannisfriedhof, Dresden.